# Un home treballador
Un home treballador (títol original en anglès, A Working Man) és una pel·lícula de thriller d'acció del 2025 produïda i dirigida per David Ayer, qui va coescriure el guió amb Sylvester Stallone. Està basada en la novel·la Levon's Trade de Chuck Dixon, publicada el 2014. La pel·lícula és protagonitzada per Jason Statham, Michael Peña i David Harbour. S'ha subtitulat al català.
Es va estrenar el 28 de març de 2025 als Estats Units a càrrec d'Amazon MGM Studios i al Regne Unit per Warner Bros. Pictures. La pel·lícula va rebre crítiques diverses i va recaptar 98,7 milions de dòlars a tot el món amb un pressupost de 40 milions.
El rodatge principal va començar l'abril de 2024 a Londres. També va tenir lloc als Winnersh Film Studios de Berkshire, on va acabar el 31 de maig.